# Timbaland
Timothy Zachery Mosley, mer känd under artistnamnet Timbaland, född 10 mars 1972 i Norfolk, Virginia, är en amerikansk musiker, DJ, rappare, skivproducent och skivbolagschef. Med partnern Magoo ingår han i hiphopduon Timbaland & Magoo. 
Timbaland har jämförts med producenter som Brian Eno, Phil Spector och Norman Whitfield för att ha bidragit till omdefiniering av soundet för en hel musikgenre med en omedelbart igenkännbar produktionsstil. Låtarna han producerar innehåller ovanliga arrangemang, ljud och instrumentation, för att skapa en karaktäristisk känsla av rymd och rytm.
Han jobbar och producerar ofta låtar med Nate "Danja" Hills. Han har producerat låtar åt bland andra Missy Elliott, Brandy, Aaliyah, Jay-Z, Justin Timberlake, Nelly Furtado, Jamie Foxx, 50 Cent och Omarion. Han har även producerat en låt åt ryska sångaren Dima Bilan.
Tidigt under 2007 anklagades Timbaland för att ha stulit musiken till "Do It" av Nelly Furtado från "Acidjazzed Evening" som skrevs år 2000 av Janne Suni (även känd som Tempest) utan att ge någon kompensation eller erkännande. En video som visar likheterna mellan låtarna lades upp på YouTube den 12 januari 2007.
Han medverkade på Katy Perrys låt "If We Ever Meet Again".

## Urval av produktioner
- If Your Girl Only Knew åt Aaliyah (1996)
- Hit 'em Wit da Hee åt Missy Elliott (1997)
- Are You That Somebody åt Aaliyah (1998)
- Get On the Bus åt Destiny's Child (1998)
- Hot Boyz åt Missy Elliott (1999)
- Big Pimpin' åt Jay-Z (1999)
- Snoop Dogg (What's My Name, Pt. 2) åt Snoop Doggy Dogg (2000)
- Try again åt Aaliyah (2000)
- More Than a Woman åt Aaliyah (2002)
- Get Ur Freak on åt Missy Elliott (2001)
- Cry Me A River åt Justin Timberlake (2002)
- Dirt Off Your Shoulder åt Jay-Z (2003)
- I'll Be Around åt Cee Lo Green (2003)
- Deliverance åt Bubba Sparxxx (2003)
- Who Is She 2 U åt Brandy (2004)
- Can I Take U Home åt Jamie Foxx (2005)
- Put you on the game åt The Game (2005)
- Promiscuous åt Nelly Furtado (2006)
- SexyBack åt Justin Timberlake (2006)
- My Love åt Justin Timberlake (2006)
- Ice Box åt Omarion (2007)
- Say It Right åt Nelly Furtado (2007)
- Give It To Me, egen låt med Nelly Furtado och Justin Timberlake (2007)
- Ayo Technology åt 50 Cent och Justin Timberlake (2007)
- Physical åt Nicole Scherzinger (2007)
- Apologize åt One Republic (2007)
- The Way I are, egen låt med Keri Hilson och D.O.E. (2007)
- She's Dangerous åt Matt Pokora (2008)
- Scream, egen låt med Keri Hilson och Nicole Scherzinger (2008)
- 4 Minutes åt Justin Timberlake och Madonna (2008)
- Elevator åt Flo Rida (2008)
- Drum Life åt Brandy
- Carry out egen låt med Justin Timberlake (2010)
- Morning after dark med soshy och Nelly Furtado (2010)
- Magic Hotel med Karl Wolf och Bk Brasco (2014)
- WITH VENGEANCE med Ski Mask The Slump God och Offset (2017)

## Diskografi

### Soloalbum
- Tim's Bio: Life from da Bassment (1998)
- Timbaland Presents Shock Value (2007)
- Timbaland Presents Shock Value 2 (2009)

### Timbaland &Magoo
- Welcome to Our World (1997)
- Indecent Proposal (2001)
- Under Construction, Part II (2003)